# Partner (cheval)
Pour les articles homonymes, voir Partner.
Partner (né en 1718, également connu sous les noms de Croft's Partner ou Old Partner) est un cheval de course Pur-sang britannique, et un étalon connu. Il a remporté six de ses sept courses avant d'être placé au haras où il a été le meilleur étalon en Grande-Bretagne et en Irlande à quatre reprises, perpétuant la lignée paternelle de Byerley Turk.

## Carrière de course
Il naît en 1718.
L'éleveur de Partner, Charles Pelham, l'a vendu à M. Cotton de Sussex, qui à son tour l'a vendu à Lord Halifax. Lord Halifax a fait courir le poulain avec beaucoup de succès, sur des courses de quatre miles. Il est invaincu en 1723 et 1724, se repose l'année suivante, pour revenir sur la piste en 1726, battant Sloven dans un match. Sa seule défaite est lors d'une course en 1728 contre Smiling Ball, après quoi il est vendu à John Croft pour l'élevage.

## Description
Sa robe est alezane.

## Au haras
Son fils le plus important est Tartar, qui a ensuite engendré le très influent Herod. Il a également engendré Cato, Golden Ball, Sedbury, Morton's Traveller, (né vers 1746 - exporté aux États-Unis et bon étalon là-bas) et Traveler (1735), ainsi que la mère de Matchem, avant sa mort à l'âge de 29 ans, à la fin de l'année 1747.